# Opera di Pechino
L'Opera di Pechino è una forma teatrale di opera cinese sviluppatasi a Pechino a partire dal tardo XVIII secolo. Al suo interno mescola arte drammatica, pantomima, musica, canto e danza.
È tra le forme di rappresentazione teatrale orientale più conosciute al mondo per la ricchezza dei costumi, l'essenzialità dell'apporto scenografico e la particolare e difficile esecuzione degli attori, cosa che richiede un duro lavoro di preparazione.

## Introduzione

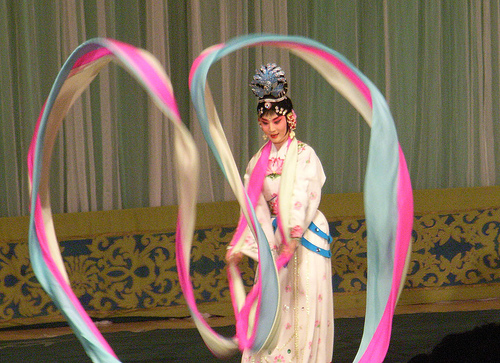
Danzatrice dell'Opera di Pechino

L'Opera di Pechino (cinese: 京劇, pinyin: Jīngjù) nacque alla fine del XVIII secolo ed ebbe il suo pieno sviluppo e riconoscimento alla metà dell'Ottocento.. Estremamente popolare alla corte della dinastia Qing, è considerata oggi parte importante del patrimonio culturale della Cina. Le compagnie più importanti hanno sede a Pechino e a Tianjin al nord, e a Shanghai al sud.

Questa forma d'arte è molto apprezzata anche a Taiwan, e si è diffusa all'estero, soprattutto negli Stati Uniti e in Giappone.

L'Opera di Pechino si avvale di quattro diversi tipi di artisti. Le compagnie comprendono spesso vari rappresentanti di ogni tipo. Coi loro costumi coloratissimi ed elaborati, gli interpreti sono l'unica caratteristica unificante di un genere che presenta molte forme diverse. Gli attori fanno uso delle loro doti di recitazione, danza, canto, acrobazia e combattimento in una serie di movimenti che col tempo sono diventati sempre più simbolici e suggestivi piuttosto che realistici. L'abilità degli attori è valutata soprattutto dal punto di vista estetico, giudicando la bellezza dei loro movimenti. Gli interpreti dell'Opera di Pechino, infatti, devono aderire ad un gran numero di convenzioni stilistiche che consentono al pubblico di seguire e comprendere l'intreccio dell'opera.

Altro elemento importante dell'Opera di Pechino è la musica, che può seguire gli stili Xipi e Erhuang. Le musiche comprendono arie, melodie a tono fisso e pezzi per percussioni.

Il repertorio dell'Opera di Pechino conta oltre 1400 opere, basate sulla storia della Cina, sul folklore e, negli ultimi decenni, sulla vita e la storia contemporanea.

Nell'ultimo periodo, l'Opera di Pechino ha subito varie riforme, che vanno dalla ricerca della qualità della rappresentazione all'adattamento di nuovi elementi performativi, alla messa in scena di nuove opere originali, che hanno incontrato fortune diverse. Alcuni drammi occidentali sono stati adattati alle scene cinesi.

## Storia

### Origini
Le origini dell'Opera di Pechino vengono fatte risalire all'arrivo delle compagnie dell'Anhui a Pechino, nel 1790. Originariamente, l'Opera di Pechino era un genere di spettacolo di corte: il pubblico arrivò solo più tardi. Nel 1828, alcune celebri compagnie dello Hubei, giunte anch'esse a Pechino, misero in scena alcuni spettacoli insieme alle compagnie Anhui. Da questo incontro si formò gradualmente il repertorio delle principali melodie dell'Opera di Pechino.
L'Opera di Pechino raggiunge la sua pienezza verso il 1845. Nonostante il nome, le sue origini sono meridionali Anhui ed orientali Hubei, zone che avevano in comune lo stesso dialetto, il mandarino Xiajiang (mandarino del basso Yangtze).
Le due principali correnti melodiche dell'Opera di Pechino, Xipi e Erhuang, ebbero origine nello Shaanxi, ma si svilupparono nell'Anhui e nell'Hubei.

Gran parte dei dialoghi è recitata in una forma arcaica del cinese standard, che si trova registrata nel libro Zhongyuan Yinyun, un rimario della dinastia Yuan compilato da Zhou Deqing (周德清) nel 1324. L'Opera di Pechino assorbì anche musiche ed arie di altre opere e di forme musicali locali. Alcuni studiosi ritengono che la forma musicale Xipi derivi dal Qinqiang, l'opera popolare del sud-est dello Shaanxi, mentre molte convenzioni ed elementi della rappresentazione, così come i suoi principi estetici, derivino dal Kūnqǔ, la forma di teatro che precedette l'Opera di Pechino come spettacolo di corte. L'Opera di Pechino non è quindi una forma artistica monolitica, ma è piuttosto un insieme di varie forme più antiche..

Questa nuova forma di spettacolo introdusse comunque alcune innovazioni. I ruoli principali richiedevano minori doti vocali. Il ruolo del Chou (clown), in particolare, è di rado un personaggio cantante, nell'Opera di Pechino, a differenza del ruolo equivalente nell'opera Kunqu. Le melodie che accompagnavano l'opera erano eseguite con strumenti diversi. La maggior parte degli elementi acrobatici della rappresentazione furono poi introdotti proprio dall'Opera di Pechino.
La popolarità di questa forma di spettacolo crebbe durante il XIX secolo. Le compagnie Anhui raggiunsero l'apice della fama verso la metà del secolo.

Gli attori più importanti della prima metà dell'Ottocento, considerati i padri dell'Opera di Pechino, furono Cheng Changgeng (1811-1880), Yu Sansheng (1802-1866) e Zhang Erkui (1814-1864). Cheng Changgeng, che aveva praticato l'arte teatrale fin da bambino, contribuì ad integrare la tradizione musicale Anhui con quella Han e con l'Opera Kūnqǔ. Anche Yu Sansheng operò in questa direzione, arricchendo il repertorio dell'Opera di Pechino con apporti dall'Anhui, dal Kūnqǔ e dal Bangzi. Zhang Erkui iniziò la sua carriera di attore professionista a 24 anni, e più tardi elaborò un suo stile personale, la scuola Kui.

A partire dal 1884, l'imperatrice vedova Cixi divenne una regolare sostenitrice dell'Opera di Pechino, favorendo l'affermazione di questa forma di spettacolo rispetto ad altre forme precedenti.

Alla popolarità dell'Opera di Pechino ha senza dubbio contribuito la semplicità formale, il ridotto numero di voci e di schemi melodici, che permetteva al pubblico di memorizzare e cantare i brani delle opere.
Inizialmente, l'Opera di Pechino ebbe esclusivamente interpreti maschili. Nel 1772, l'imperatore Qianlong aveva bandito le attrici dalla scena di Pechino, e le donne tornarono in teatro solo dopo il 1870. Alla fine dell'Ottocento, le attrici cominciarono ad impersonare anche ruoli maschili, e raggiunsero presto una condizione di parità coi colleghi maschi. Li Maoer, ex interprete dell'Opera di Pechino, fondò la prima compagnia femminile a Shanghai. Altre compagnie femminili seguirono, con una crescente popolarità. Il bando contro le attrici fu ufficialmente abolito nel 1911, con la fondazione della Repubblica Cinese, sebbene gli attori uomini specializzati nei ruoli femminili continuarono a riscuotere successi anche nel periodo successivo.

### L'Opera di Pechino moderna
Negli anni Venti l'Opera di Pechino conobbe un periodo di risveglio grazie a Méi Lánfāng (1894 - 1961), ma declinò poi durante la guerra cino-giapponese (1937-1945). Dopo l'avvento al potere del Partito Comunista Cinese nel 1949, il nuovo governo condizionò fortemente le arti perché si allineassero con l'ideologia comunista. Di conseguenza, i lavori teatrali che non trattavano temi sociali nell'ottica comunista vennero considerati sovversivi e finirono coll'essere banditi durante la Rivoluzione Culturale (1966–1976). Delle otto opere teatrali considerate "modelli" in questo periodo, cinque appartenevano all'Opera di Pechino. La rappresentazione di opere che non rientravano fra le otto consentite, veniva permessa solo con pesanti interventi censori, che modificarono molte opere tradizionali. Imperatori, re, generali e concubine furono banditi dalle scene, e al loro posto i personaggi delle opere divennero lavoratori, contadini e soldati, stilizzati in modo da servire da modelli da seguire. Ovviamente, non era possibile mantenere i costumi e la recitazione tradizionali, ed anche la musica, gli strumenti, il canto e la danza dovettero adattarsi alla nuova immagine della Cina.

Dopo la fine della Rivoluzione Culturale, al termine degli anni Settanta, l'Opera di Pechino tornò pian piano al suo repertorio tradizionale.
A Taiwan, l'Opera di Pechino ha assunto dopo il 1949 un particolare significato politico: il governo del Kuomintang l'ha molto incoraggiata e sostenuta, rispetto ad altre forme teatrali, compresa la tradizionale opera taiwanese, proprio per affermare il ruolo di Taiwan come centro di conservazione della cultura tradizionale cinese.
Durante la seconda metà del XX secolo, l'Opera di Pechino ha subito un forte declino in termini di pubblico, dovuto sia allo scadimento di qualità delle rappresentazioni, sia all'incapacità di questo genere tradizionale di cogliere spunti dalla vita contemporanea. Il linguaggio arcaico dell'Opera di Pechino ha costretto in molti casi all'utilizzo dei sottotitoli elettronici. Il pubblico più giovane, influenzato dalla cultura occidentale, è diventato insofferente nei riguardi della lentezza dell'azione tipica dell'Opera di Pechino. L'oblio nel quale questo genere di spettacolo è caduto durante la Rivoluzione Culturale ha inoltre privato le nuove generazioni del retroterra culturale e tradizionale che consente di comprendere pienamente i simboli e le convenzioni dell'opera cinese. Solo gli anziani riescono oggi ad apprezzare pienamente questa forma d'arte così complessa.

L'Opera di Pechino ha quindi cercato di "riformarsi", a partire dagli anni Ottanta. La riforma è andata in due direzioni: la creazione di una scuola di recitazione volta a migliorare il livello degli spettacoli e la messa in scena di nuove opere che superassero i canoni tradizionali. Oltre a queste riforme ufficiali, cambiamenti minori sono stati operati da molte compagnie durante gli anni Ottanta. Fra questi, la soppressione di brani lunghi e ripetitivi, un maggior uso delle sequenze in falsetto delle Dan, l'aggiunta di sequenze di movimento e di brani di percussioni ai lavori tradizionali. Le nuove opere, inoltre, hanno beneficiato di una maggiore libertà di sperimentazione e dell'adozione di nuove tecniche, alcune di ispirazione straniera.

Lo spirito della riforma è continuato negli anni Novanta. Compagnie come quella dell'Opera di Pechino di Shanghai hanno cercato di attrarre nuovo pubblico con spettacoli gratuiti in luoghi pubblici. Il canale televisivo CCTV-11 è attualmente dedicato alle produzioni di opere cinesi tradizionali, compresa l'Opera di Pechino.

## Attori e personaggi

### Formazione dell'attore
La formazione degli attori dell'Opera di Pechino richiede un lungo e difficile apprendistato. Prima del Novecento, gli allievi venivano affidati ancora bambini ai maestri, con la stipula di un vero e proprio contratto. Il maestro provvedeva interamente all'addestramento e al mantenimento del ragazzo, che avrebbe poi ripagato il debito coi suoi primi guadagni. Dopo il 1911, l'addestramento ebbe luogo in scuole, nelle quali, tuttavia, la vita era comunque dura. Gli allievi si svegliavano alle cinque del mattino e passavano la giornata ad apprendere le tecniche di recitazione, canto e combattimento. Scuole con sistemi meno rigidi apparvero solo nel 1930, ma furono chiuse, con tutte le altre, dopo l'invasione giapponese, nel 1931. Le scuole riaprirono solo nel 1952.
Un tempo nelle scuole si insegnavano soltanto le tecniche di spettacolo, mentre le scuole odierne includono anche le materie di studio regolari. Per quanto concerne la formazione artistica e tecnica, gli allievi studiano dapprima le arti acrobatiche, quindi la recitazione, il canto e il movimento. Esistono varie "scuole", basate sugli stili elaborati da attori importanti come Mei Lanfang, Cheng Yanqiu, Ma Lianliang e Qi Lintong.

### Personaggi

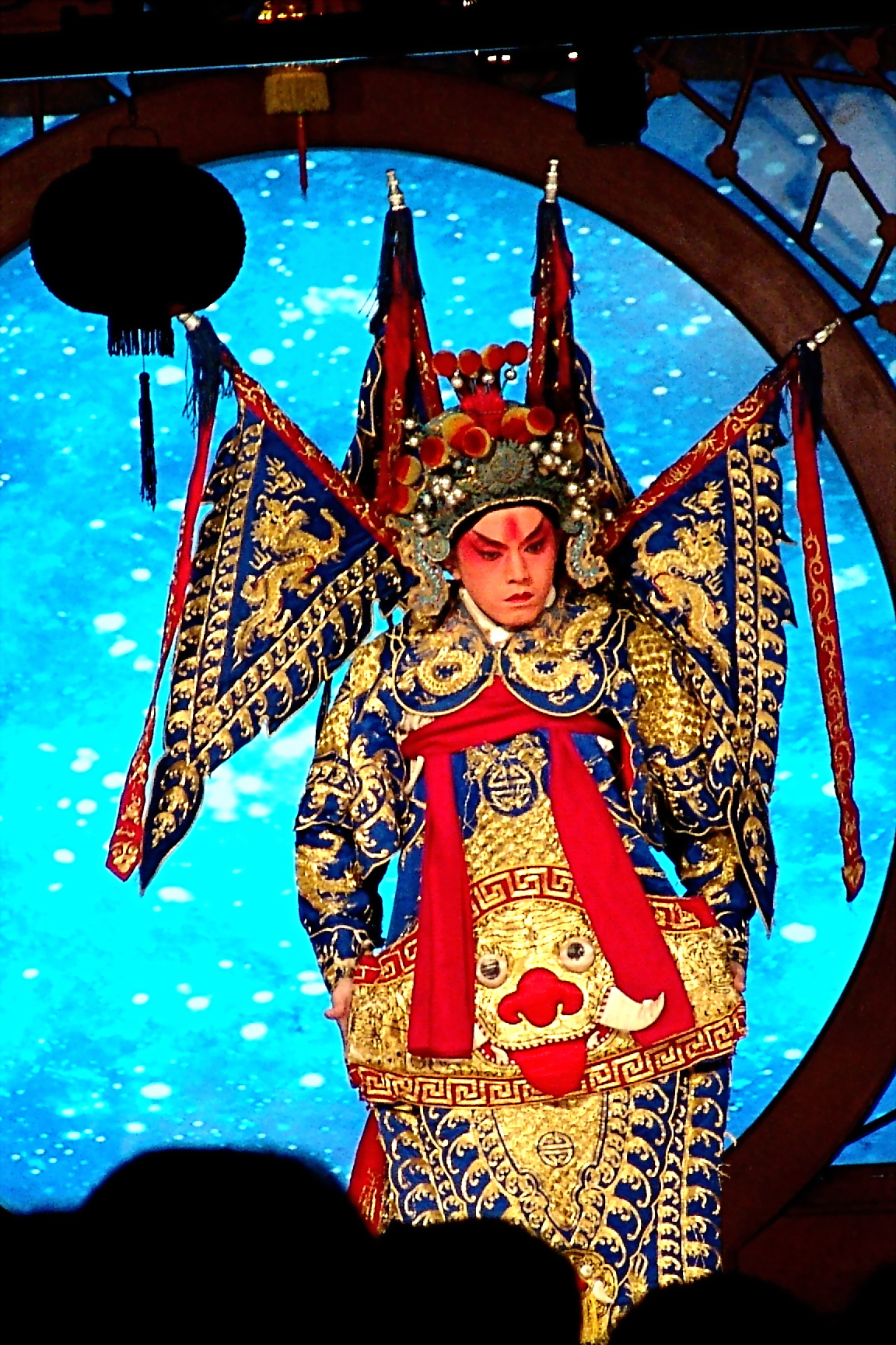
Un personaggio maschile dell'Opera di Pechino

#### Shēng
Il personaggio maschile Shēng 生 è diviso in tre categorie:
- lǎoshēng 老生, uomo maturo/anziano, generalmente un alto ufficiale, con barba scura o bianca a seconda dell'età, indossa abiti con disegni di dragoni. Un tipo di lǎoshēng è lo hóngshēng 红生, uomo anziano dal viso dipinto di rosso, che spesso rappresenta il dio cinese della guerra;
- xiǎoshēng 小生, uomo giovane, che canta -parzialmente- in falsetto. La scelta permette di demarcare ulteriormente la distinzione di età tra i ruoli xiǎoshēng 小生 e lǎoshēng 老生: la voce dei giovani non è ancora profonda come quella degli uomini più maturi. I toni alti del xiǎoshēng 小生 rimangono comunque più bassi di quelli raggiunti dal falsetto dei caratteri femminili;
- wǔshēng 武生, uomo esperto di arti marziali, la cui teatralità è centrata soprattutto sull'uso delle tecniche acrobatiche.[24][25]

#### Dàn

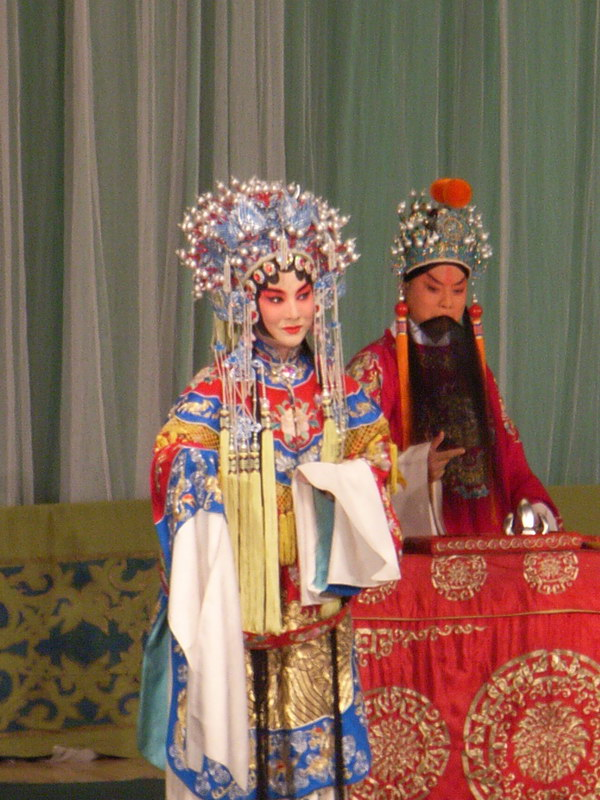
Un personaggio femminile - dàn

Il personaggio femminile, Dàn 旦, è anch'esso diviso in varie categorie:
- qīngyī 青衣 , donna modesta e gentile, che canta con un tono alto e indossa abiti semplici ma raffinati;
- huādàn 花旦 , donna vivace e maliziosa, concubina o servetta, è vestita con abiti più colorati e cammina con una particolare andatura suggestiva;
- wǔdàn 武旦, donna dall'aspetto marziale;
- dāomǎdàn 刀马旦, giovane donna guerriera;
- lǎodàn 老旦, donna anziana e autorevole.

Agli inizi dell'Opera di Pechino, tutti i ruoli di dàn erano recitati da uomini. Fu il famoso attore Wei Changsheng (c. 1744-1802), a mettere a punto la tecnica del "piedi falso", che simulava il passo tipico delle donne dai piedi bendati.

Famose dan furono Méi Lánfāng, Cheng Yanqiu, Shang Xiaoyun, and Xun Huisheng.
Uno dei più importanti contributi di Méi Lánfāng all'opera di Pechino fu la creazione di un sesto tipo di ruolo, la huashan, che combina caratteristiche della qingyi e della huadan.

#### Jìng
Il personaggio più caratteristico è il Jìng 淨, viso dipinto, generalmente un forte ed eroico generale. Ha il viso dipinto e indossa scarpe alte e un costume che lo fa sembrare particolarmente imponente. I motivi e i colori delle pitture facciali sarebbero derivati dalla tradizione cinese del simbolismo dei colori e dalla divinazione delle linee del volto. Esempi facilmente riconoscibili di colorazione sono il rosso, che denota onestà e lealtà, il bianco, che connota un personaggio malvagio e intrigante, e il nero, che è attribuito ai personaggi saggi e giusti. Si divide in tre categorie:
- tóngchuí 铜锤, ruolo con maggior enfasi sulla recitazione e il canto;
- jiàzihuā 架子花, ruolo che richiede maggior uso di espressività fisica;
- wǔjìng 武淨, ruolo che fa uso di tecniche acrobatiche e di combattimento.

#### Chǒu
Il buffone, Chǒu 丑/醜, personaggio indifferentemente maschile o femminile, può essere sciocco o astuto e brillante, ed è l'unico al quale è consentito un ampio margine di improvvisazione. Può essere wǔchǒu 武丑 , militare, o wénchǒu文丑 , civile.

## Elementi dello spettacolo

### Scenografia
La scena dell'Opera di Pechino è generalmente un palcoscenico quadrato. L'azione è di solito visibile da tre lati. La scena è divisa in due da un sipario ricamato. I musicisti sono posti sulla parte frontale della scena. Il pubblico è sempre seduto a sud della scena; tutti i personaggi entrano da est ed escono ad ovest. Secondo le convenzioni dell'opera cinese, gli elementi scenografici dell'Opera di Pechino sono pochissimi. Quasi sempre sono presenti in scena un tavolo ed almeno una sedia, che secondo convenzioni consolidate possono indicare cose diverse, come le mura di una città, una montagna, un letto. Piccoli oggetti possono rappresentare cose più grandi, come la frusta che convenzionalmente rappresenta un cavallo

### Costumi
Data la scarsità di elementi scenografici, i costumi nell'Opera di Pechino hanno una grande importanza. La loro prima funzione è quella di indicare il rango sociale del personaggio. I membri della famiglia imperiale e gli alti ufficiali indossano costumi imponenti e sontuosi, dai colori brillanti e dai ricchi ricami che spesso rappresentano dragoni, e portano scarpe alte. Gli altri personaggi indossano vestiti più semplici, ma comunque arricchiti di ricami. Gli abiti hanno larghe maniche fluenti, che vengono agitate per amplificare i gesti drammatici. Costumi poveri e privi di ricami sottolineano la condizione dei personaggi di basso rango.

### Trucco
Il trucco tipico dell'Opera di Pechino, il liǎnpǔ 脸谱/臉譜, è una tecnica che si è sviluppata nel tempo e che ha le sue origini nell'uso simbolico tradizionale del colore e ad antiche tecniche divinatorie che interpretavano la personalità degli individui dai tratti del suo viso. Inizialmente, i colori usati erano tre: il rosso, il bianco e il nero. I disegni erano semplici e sottolineavano le caratteristiche del personaggio esagerando le linee del volto. Più tardi, alla fine del Settecento e agli inizi dell'Ottocento, la tecnica si è raffinata, i colori e i disegni si sono moltiplicati, assumendo anche una funzione ornamentale.

Dall'ingresso del personaggio in scena, osservando il trucco del volto il pubblico può comprendere il suo ruolo. I colori sono associati a specifiche qualità: il rosso al coraggio e alla lealtà; il nero alla giustizia e alla generosità; il bianco alle caratteristiche negative: astuzia, inganno. Altri colori hanno significati simbolici: il verde è associato alla cavalleria, il blu al valore, il giallo alla brutalità, il viola alla saggezza.

### Musica

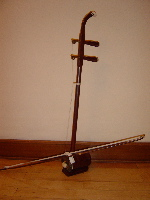
Lo jinghu, strumento tipico dell'Opera di Pechino

L'accompagnamento dell'azione nell'Opera di Pechino è di solito affidato ad una piccola orchestra di strumenti melodici e percussioni. Lo strumento principale è lo jīnghú 京胡, una piccola viella a due corde dal suono acuto. Il secondo strumento è un liuto di forma circolare, il ruan. Gli strumenti a percussione comprendono il daluo, lo xiaoluo e il naobo. Il suonatore di gu e ban è il direttore dell'orchestra.
Le differenze fra i due diversi stili musicali dell'Opera di Pechino, xīpí 西皮 e èrhuáng 二黄, sono piuttosto sottili. Lo xīpí, più acuto e sonoro, è generalmente utilizzato per storie allegre, mentre lo èrhuáng, più basso e attenuato, è usato per storie liriche. La mancanza di standard definiti ha comunque attenuato, col passare del tempo, le differenze fra i due generi.
Le parti musicali dell'Opera di Pechino possono essere divise in tre categorie: le arie cantate dai personaggi; le parti musicali fisse, qǔpái 曲牌, che hanno varie funzioni: possono segnalare l'arrivo di personaggi importanti o l'inizio di feste e banchetti; le sequenze di percussioni, che forniscono anch'esse un contesto all'azione: per esempio, ci sono molte sequenze di percussioni diverse per l'accompagnamento dell'entrata in scena di un personaggio, che ne identificano il rango e la personalità.

## Tecniche dell'attore
Gli attori dell'opera di Pechino utilizzano vari mezzi espressivi e tecniche performative, in primo luogo il canto e la recitazione. Anche la danza ha un ruolo importante, nelle sue varie forme, inclusa la pantomima. Un altro elemento importante nell'arte dell'attore dell'opera di Pechino sono le tecniche acrobatiche e di combattimento. Tutte le varie tecniche devono essere padroneggiate senza sforzo, come richiesto da questa particolare forma d'arte.

### Principi estetici
L'opera di Pechino, come altre arti tradizionali cinesi, pone l'accento soprattutto sul valore estetico della rappresentazione e gli attori mirano ad aggiungere bellezza ad ogni gesto.

Le quattro tecniche - canto, recitazione, danza e acrobazia - non sono separate fra loro, ma combinate in ogni spettacolo, anche se ognuna di esse può prendere il sopravvento in alcuni momenti.

Molta attenzione è posta sulla continuazione della tradizione di questa forma d'arte, i cui aspetti - gesti, elementi scenografici, musica, personaggi - sono stati sviluppati nel corso del tempo ed obbediscono a convenzioni di lunga data. I movimenti stessi sono codificati in modo da mandare segnali che il pubblico sa interpretare. Per esempio, il camminare in circolo simboleggia un viaggio a lunga percorrenza; se un attore si rassetta il vestito o i capelli, segnala che un personaggio importante sta per prendere la parola. Alcune convenzioni, come il mimare l'apertura o chiusura di una porta o la salita o discesa di una scala, sono più facilmente interpretabili..

Il principio stilistico più evidente nell'opera di Pechino è quello di smussare e arrotondare ogni gesto e ogni posa in modo da evitare angoli e linee rette. I movimenti delle mani descrivono archi, anche lo sguardo dell'attore si muove in modo circolare prima di posarsi su un oggetto. Anche i movimenti sulla scena seguono questo principio estetico, evitando i bruschi cambiamenti di direzione e adottando un andamento curvo.
Molte opere rappresentano comportamenti della vita quotidiana, ma questi comportamenti sono stilizzati secondo il principio estetico che domina questa forma d'arte. L'opera di Pechino, infatti, non mira in alcun modo ad una rappresentazione realistica, ma piuttosto ad una rappresentazione suggestiva, non imitativa, che ricorre alla stilizzazione più che alla riproduzione, secondo il concetto cinese di Mo, mimesi, imitazione.

### Libri
- (EN) Corinne Dale (a cura di), Chinese Aesthetics and Literature: A Reader, SUNY Press, 2004, ISBN 0-7914-6021-5.
- (EN) Joshua Goldstein, Drama Kings: Players and Publics in the Re-creation of Peking Opera, 1870–1937, University of California Press, 2007, ISBN 978-0-520-24752-9.
- (EN) Elizabeth Halson, Peking Opera: A Short Guide, Oxford University Press, 1966.
- (EN) Elizabeth Wichmann, Listening to Theatre: The Aural Dimension of Beijing Opera, University of Hawaii Press, 1991, ISBN 0-8248-1221-2.
- (EN) Chengbei Xu, Afternoon Tea at the Beijing Opera, Long River Press, 2006, ISBN 1-5926-5057-0.

### Pubblicazioni scientifiche
- (EN) Hui-ling Chou, Striking Their Own Poses: The History of Cross-Dressing on the Chinese Stage, in TDR/The Drama Review, vol. 41, n. 2, 1997, DOI:10.2307/1146629.
- (EN) Joshua Goldstein, Mei Lanfang and the Nationalization of Peking Opera, 1912–1930, in East Asian Cultures Critique, vol. 7, n. 2, 1999, DOI:10.1215/10679847-7-2-377.
- (EN) Nancy Guy, Governing the Arts, Governing the State: Peking Opera and Political Authority in Taiwan, in Ethnomusicology, vol. 43, n. 3, 1999, DOI:10.2307/852559.
- (EN) Nancy Guy, The Appreciation of Chinese Opera: A Reply to Ching-Hsi Perng, in Asian Theatre Journal, vol. 7, n. 2, 1990, DOI:10.2307/1124341.
- (EN) Dolores Menstell Hsu, Musical Elements of Chinese Opera, in The Musical Quarterly, vol. 50, n. 4, 1964, DOI:10.1093/mq/L.4.439.
- (EN) Colin Patrick Mackerras, Theatre and the Taipings, in Modern China, vol. 2, n. 4, 1976,  pp. 473-501, DOI:10.1177/009770047600200404.
- (EN) Donald Chang, John Mitchell e Roger Yeu, How the Chinese Actor Trains: Interviews with Two Peking Opera Performers (in Asian Theatre Traditions), in Educational Theatre Journal, vol. 26, n. 2, 1974, DOI:10.2307/3206634.
- (EN) Jingsong Chen, To Make People Happy, Drama Imitates Joy: The Chinese Theatrical Concept of Mo, in Asian Theatre Journal, vol. 14, n. 1, 1997, DOI:10.2307/1124084.
- (EN) Barbara Ward, Not Merely Players: Drama, Art and Ritual in Traditional China', in Man, New Series, vol. 14, n. 1, 1979,  pp. 18-39, DOI:10.2307/2801638.
- (EN) Catherine Diamond, Kingdom of Desire: The Three Faces of Macbeth, in Asian Theatre Journal, vol. 11, n. 1, 1994,  pp. 114-133, DOI:10.2307/1124387.
- (EN) David Der-wei Wang, Impersonating China, in Chinese Literature: Essays, Articles, Reviews (CLEAR), vol. 25, 2003,  pp. 133-163, DOI:10.2307/3594285.
- (EN) Ching-Hsi Perng, At the Crossroads: Peking Opera in Taiwan Today, in Asian Theatre Journal, vol. 6, n. 2, 1989.
- (EN) Jinpei Huang, Xipi and Erhuang of Beijing and Guangdong styles, in Asian Music, vol. 20, n. 2, 1989.
- (EN) Elizabeth Wichmann, Tradition and Innovation in Contemporary Beijing Opera Performance, in The Drama Review, vol. 34, n. 1, 1990,  pp. 146-178, DOI:10.2307/1146013.
- (EN) Elizabeth Wichmann-Walczak, “Reform” at the Shanghai Jingju Company and Its Impact on Creative Authority and Repertory, in TDR/The Drama Review, vol. 44, n. 4, 2000, DOI:10.1162/10542040051058500.
- (EN) Daniel Yang, Censorship: 8 Model Works, in The Drama Review, vol. 15, n. 2, 1971,  pp. 258-261, DOI:10.2307/1144648.
- (EN) Richard Yang, «The Performing Arts in Contemporary China» by C. Mackerras (Review), in Asian Theatre Journal, vol. 1, n. 2, 1984,  pp. 230-235, DOI:10.2307/1124569.

### Altre letture
- Banu, Georges; Wiswell, Ella L.; Gibson, June V. Mei Lanfang: A Case against and a Model for the Occidental Stage. Asian Theatre Journal, 3, 2, 1986.
- Bruhat, Hervé. L'École de l'opéra de Pékin. Sommières, R. Pages, 2004
- Fei, Chunfang Faye, William Huizhu Sun. Othello and Beijing Opera: Appropriation As a Two-Way Street. The Drama Review, 50, 1, 2006.
- Guy, Nancy A. Peking Opera as "National Opera" in Taiwan: What's in a Name?. Asian Theatre Journal, 12, 1, 1995.
- Guy, Nancy. Brokering Glory for the Chinese Nation: Peking Opera's 1930 American Tour. Comparative Drama 35, 2001
- Huang, Jinpei. Xipi and Erhuang of Beijing and Guangdong styles. Asian Music, 20, 2, 1989.
- Huo Jian Ying. The Art of the Beijing Opera. Beijing, China today, 1997.
- Kleinen, Günter. Unbekannte, exotische Welt der Peking-Oper – Ein Annäherungsversuch. In: Bremer Jahrbuch für Musikkultur. Hrsg.: Nolte, Frank – Temmen, Bremen: 3/1997, S.118-122
- Kwok Wah Lau, Jenny (Autumn, 1995). "Farewell My Concubine": History, Melodrama, and Ideology in Contemporary Pan-Chinese Cinema. Film Quarterly, 49, 1, autunno 1995.
- Kuan, Liang. Gestalten und Szenen der Peking-Oper '; geleitwort von Gerhard Pommeranz-Liedtke. Leipzig, Insel-Verlag, 1959
- L'Opera di Pechino; premessa di Nanni Balestrini e Edoardo Sanguineti. Milano, Feltrinelli, 1971.
- Ottaviani, Gioia. La riforma del teatro musicale e il realismo: l'opinione di Mei Lanfang e Ouyang Yuqian. Mondo cinese, set./dic. 1997, 96.
- Pisu, Renata; Tomiyama, Haruo. L'Opera di Pechino. Milano, Mondadori, 1982
- Quiquemelle, Marie-Claire. Fleur de scène: naissance d'une star de l'opéra de Pékin. Paris, CNRS audiovisuel, prod. 1986 - video, 26 min.
- Quiquemelle, Marie-Claire. Le théâtre traditionnel chinois : l'opéra de Pékin. Paris : Centre national de documentation pédagogique, 1987 - brochure + 24 diapositive
- Rao, Nancy Yunhwa. Racial Essences and Historical Invisibility: Chinese Opera in New York, 1930. Cambridge Opera Journal, 12, 2, 2000.
- Roy, Claude. L'Opera de Pekin. Paris, Editions Cercle d'art, 1955
- Ruggiero, Antonio. L'Opera di Pechino durante la rivoluzione culturale: una parentesi innovatrice nel teatro tradizionale cinese. Cosenza, Presenze, 1985
- Savarese, Nicola. Il racconto del teatro cinese. Carocci, 2003
- Sica, Anna. L'Opera di Pechino: Dal mito alle pratiche. Agrigento, Edizioni della Fenice, 1994.
- Wichmann, Elizabeth. Xiqu Research and Translation with the Artists in Mind (in Symposium: What More Do We Need to Know about Chinese Theatre?). Asian Theatre Journal, 11, 1, 1994.
- Yang, Richard F.S. Behind the Bamboo Curtain: What the Communists Did to the Peking opera. Asian Theatre Journal, 21, 1, 1969.
- Wu, Zuguang; Huang, Zuolin; Mei, Shaowu. Peking Opera and Mei Lanfang: a guide to China's traditional theatre and the art of its great masters; with selections from Mei Lanfang's own writings. Beijing, New World Press, 1981.
- Yi Bian. The Beijing Opera essence of the Chinese culture. Beijing, 2006.
- Zha Peide, Tian Jia. Shakespeare in Traditional Chinese Operas (in Shakespeare in China). Shakespeare Quarterly, 39, 2, 1988.
- Zung, Cecilia S. L. Secrets of the Chinese Drama - a complete explanatory guide to actions and symbols as seen in the performance of Chinese dramas. New York, Benjamin Blom, inc., 1964